# Oliarus orbona
Oliarus orbona är en insektsart som beskrevs av Ronald Gordon Fennah 1969. Oliarus orbona ingår i släktet Oliarus och familjen kilstritar. Inga underarter finns listade i Catalogue of Life.